# Дълга нощ на музеите
Дълга нощ на музеите (на немски: Lange Nacht der Museen) е културна инициатива, която започва да се провежда от 1997 г. в Берлин, а впоследствие намира отзвук и продължение в други европейски градове.
Събитието се организира по 2 пъти в годината (в края на януари / началото на февруари и в края на август) от множество музеи, галерии, Берлинския планетариум и други културни институции, които едновременно откриват врати за нощни посещения с цел да привлекат повече, както и по-млада аудитория.
Освен културните институции, градският транспорт също функционира през цялата Дълга нощ на музеите. Картата, осигуряваща достъп до музеите и галериите, същевременно играе ролята и на транспортен билет по всеки от единадесетте културни маршрута, на които е разделен Берлин.
Инициативата, която е започната от кмета на Берлин Клаус Воверайт, се оказва толкова успешна, че се разпространява както в други градове на Германия като Дюселдорф, Касел, Кьолн, Мюнхен, Щутгарт, така и в други европейски градове: в Париж, под името Бяла нощ (Nuit Blanche), в Амстердам като museums-n8, в Познан и други полски градове като Нощ на музеите (Noc Muzeów). Още се организира в Австрия, Южен Тирол и Лихтенщайн, а в Швейцария – в Базел, Берн, Люцерн, Сент Гален и Цюрих.
В България такова събитие се провежда за първи път в Пловдив под името Нощ на музеите и галериите, като началото е поставено на 30 септември 2005 г. и съвпада със сезона на „Есенния салон на изкуствата“ в града. Градове-партньори са Пазарджик и Стара Загора. През следващата 2006 г. инициативата се провежда и в София, където тя ежегодно се случва през май.